# Horváth Viktor (színművész)
Horváth Viktor (Gyula, 1992. június 7. –) magyar színész.

## Életpályája
2011-ben érettségizett az Erkel Ferenc Gimnázium és Informatikai Szakképző Iskolában. 2014-ben végzett a Shakespeare Színművészeti Akadémián. 2014-től a nyíregyházi Móricz Zsigmond Színház tagja. 2022-2025 között a Színház- és Filmművészeti Egyetem hallgatója.

## Színházi szerepei
- Spamalot, avagy a Gyalog galopp musical
- Funny Girl
- Kapj el, ha tudsz!
- Teljesen idegenek
- Édes Charity
- Oscar
- Tanár Úr, kérem!
- 9-től 5-ig
- Úri muri
- Kurázsi Mama és gyermekei
- Hello Dolly!
- Tudós nők
- Chicago
- Szébériai csárdás
- Bob herceg
- Tündér Lala
- Hair
- Meseutó
- Legénybúcsú
- Idétlen időkig

## Filmes és televíziós szerepei
- Cseppben az élet (2019) ...Fiatal Béres József
- Lélekpark (2022)